# Streckenabschnitte von Schweizer Bahnen im Ausland

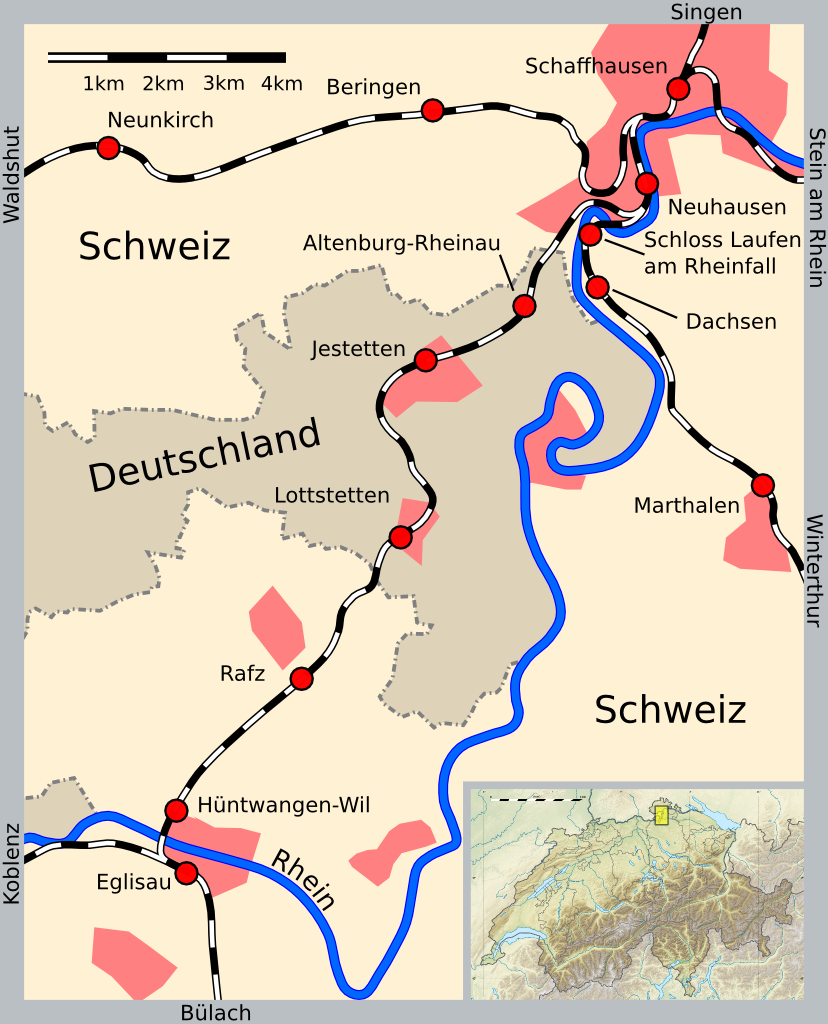
Die Bahnstrecke Eglisau-Neuhausen der SBB erschliesst die deutschen Ortschaften Lottstetten und Jestetten.

Streckenabschnitte von Schweizer Bahnen im Ausland sind Teilstücke von Bahnstrecken schweizerischer Eisenbahninfrastrukturunternehmen, die entweder zwecks einer direkten Linienführung grenznahes ausländisches Territorium durchqueren oder die von der Landesgrenze bis zur nächsten grösseren Ortschaft führen. 14 km Eisenbahnstrecken in den Nachbarländern sind im Eigentum von schweizerischen Unternehmen.

## Bahnstrecke Eglisau–Neuhausen am Rheinfall
Die 1857 eröffnete Rheinfallbahn konnte die Bedürfnisse als Gotthardzubringer ungenügend erfüllen. Die Schweizerische Nordostbahn (NOB) beschloss deshalb bald den Bau einer direkteren Strecke von Neuhausen über Eglisau nach Bülach. Da die neue Strecke bei Jestetten und Lottstetten über deutsches Gebiet führt, wurde am 21. Mai 1875 zwischen der Schweiz und dem Grossherzogtum Baden ein Staatsvertrag abgeschlossen, welcher den Bau und Betrieb der Strecke regelt. Am 1. Juni 1897 konnte die durchgehende Strecke dem Verkehr übergeben werden. Durch die Verstaatlichung der NOB gehört die Strecke seit dem 1. Januar 1902 den Schweizerischen Bundesbahnen (SBB).

## Bahnstrecke Etzwilen–Rielasingen
Durch die Schweizerische Nationalbahn wurde 1875 mit der Bahnstrecke Etzwilen–Singen eine grenzüberschreitende Strecke eröffnet. Die Strecke kam nach dem Konkurs 1878 zur NOB und über diese zur SBB. Der Personenverkehr wurde 1957 auf Bus umgestellt. 2004 wurde der Güterverkehr eingestellt. Bis zu diesem Zeitpunkt wurde sie als letzte nicht elektrifizierte Strecke der SBB betrieben. Heute ist es eine eigenständige grenzüberschreitende Museumsbahnlinie. Die Strecke ist nur noch bis Rielasingen und nicht mehr bis Singen befahrbar.

## Simplontunnel nach Italien

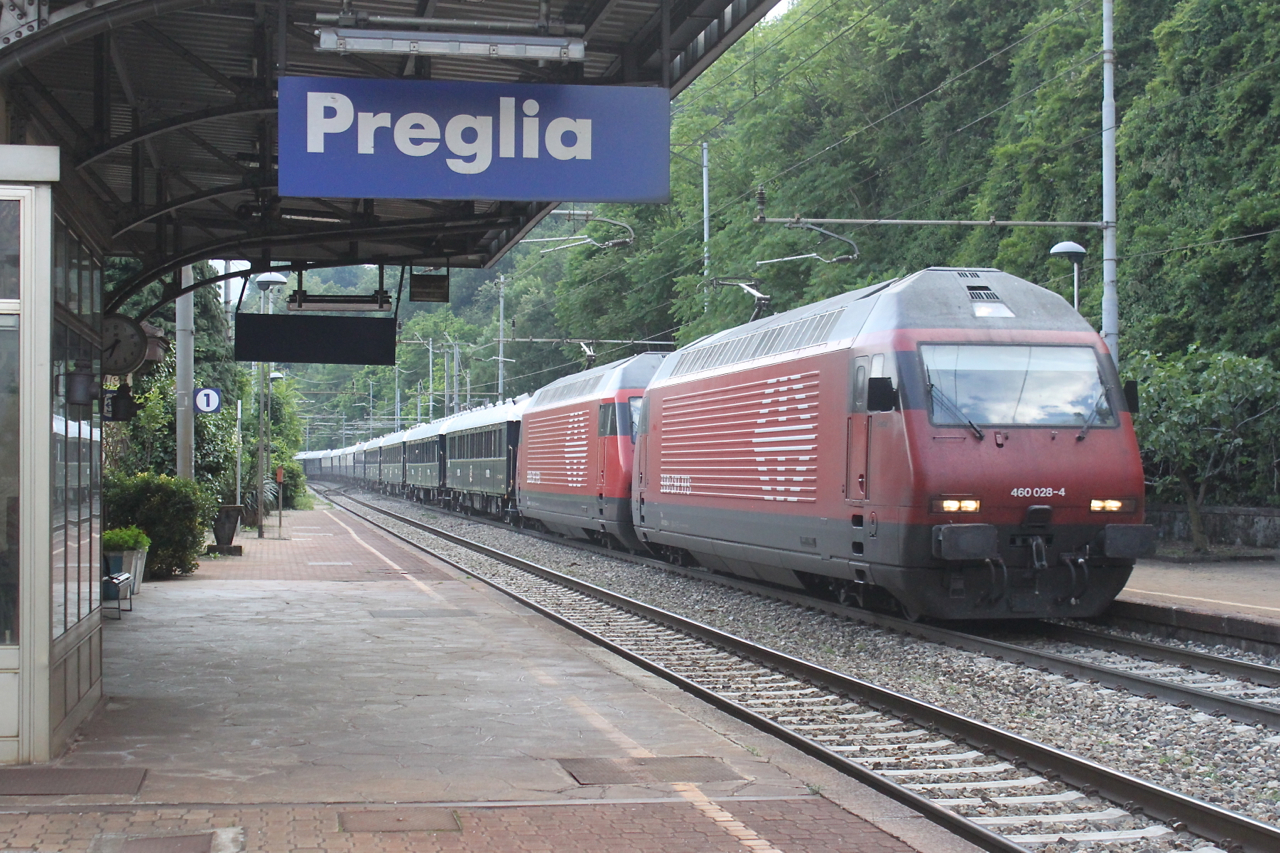
Venice Simplon-Orient-Express, bespannt mit zwei Schweizer Re 460, auf dem italienischen Teilstück der Simplonlinie.

Die Simplonlinie ist eine Hauptbahnstrecke und verbindet die Genferseeregion und Paris mit der Lombardei. Der Schweizer Abschnitt ist im Eigentum der SBB und wird auch von dieser betrieben. Er führt von Vallorbe an der französischen Grenze durch die Kantone Waadt und Wallis nach Iselle di Trasquera in Italien. Mit dem Bau wurde 1855 begonnen. Das letzte Teilstück, der ca. 19,8 km lange Simplontunnel zwischen Brig und Iselle, wurde 1906 nach achtjähriger Bauzeit eröffnet. Zwischen 1912 und 1921 um eine zweite Röhre ergänzt, erfolgte für diese 1922 die Verkehrsübergabe.
Mit dem Schraubtunnel Varzo stellt die Italienische Staatsbahn (FS) die südliche Fortführung nach Domodossola her, die wie der Schweizer Teil der Simplonlinie mit dem SBB-Stromsystem 15 000 Volt 16,7 Hertz elektrifiziert ist.

## Berninabahn (Campocologno–Tirano)

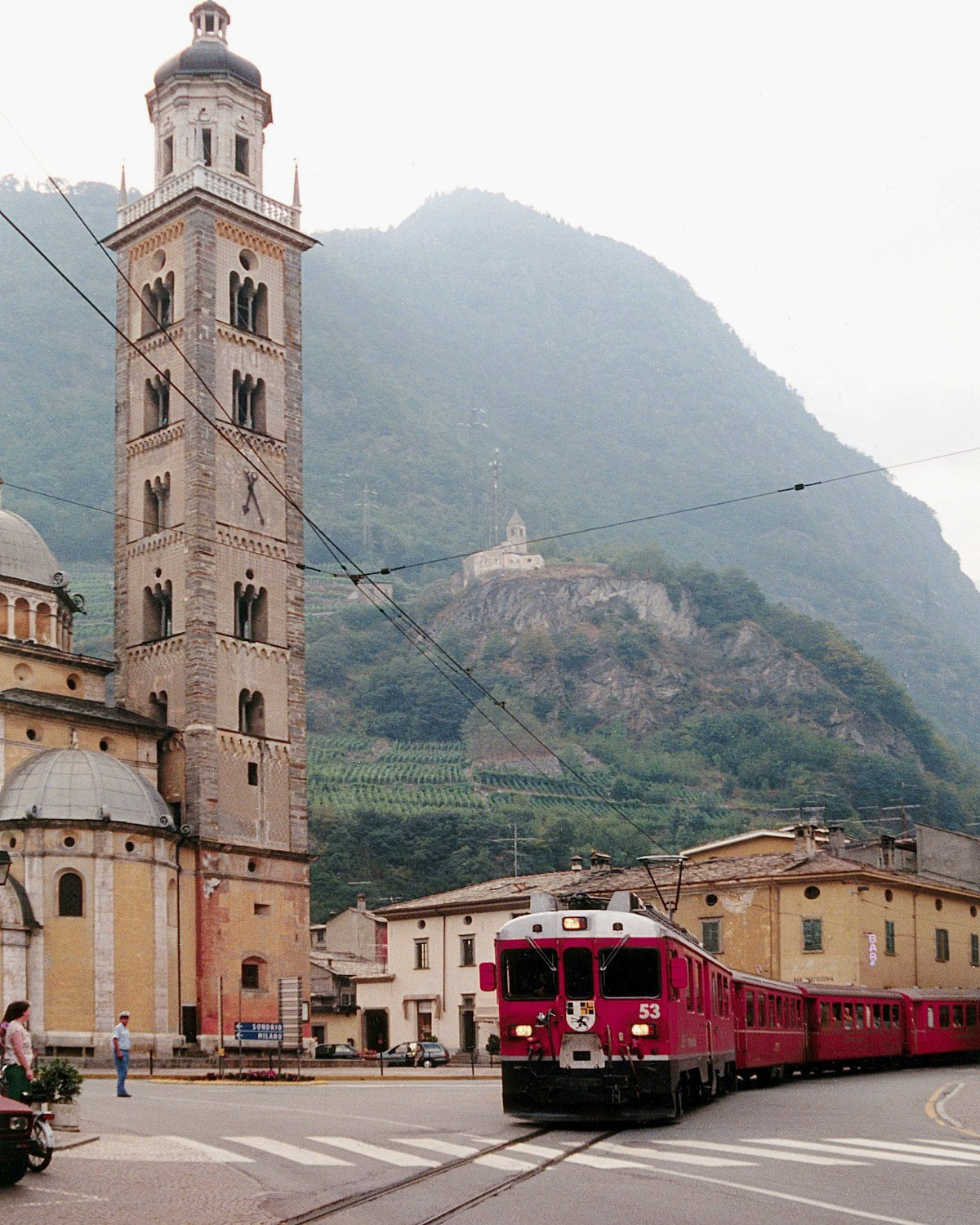
Zug der Schweizer RhB vor der Basilika Madonna di Tirano in der italienischen Stadt Tirano.

Die Berninabahn, auch Berninalinie genannt, ist eine eingleisige meterspurige Eisenbahnstrecke der Rhätischen Bahn (RhB) und war bis zum Zweiten Weltkrieg eine eigenständige Bahngesellschaft (abgekürzt BB). Die mit 1000 Volt Gleichstrom elektrifizierte Gebirgsbahn wurde als Touristenbahn konzipiert und verbindet den Kurort St. Moritz im Schweizer Kanton Graubünden über den Berninapass mit der italienischen Stadt Tirano. Nachdem 1905 die Albulalinie dem Verkehr übergeben wurde, wurde die Bernina-Bahngesellschaft (BB) mit dem Ziel gegründet, St. Moritz über den Berninapass mit Tirano zu verbinden. Zwischen 1908 und 1910 erfolgte die Eröffnung in mehreren Teilabschnitten.
Südlich des Grenzbahnhofs Campocologno, wegen der dort vorgenommenen Zollabfertigungen ein ungewöhnlich grosser Bahnhof, erreicht die Strecke Italien und nach Überquerung des Hauptplatzes von Tirano ihren Endbahnhof. Hier trifft die Berninabahn auf die Normalspurstrecke der staatlichen italienischen Infrastrukturgesellschaft Rete Ferroviaria Italiana (RFI), die Ferrovia Alta Valtellina.

## Birsigtalbahn

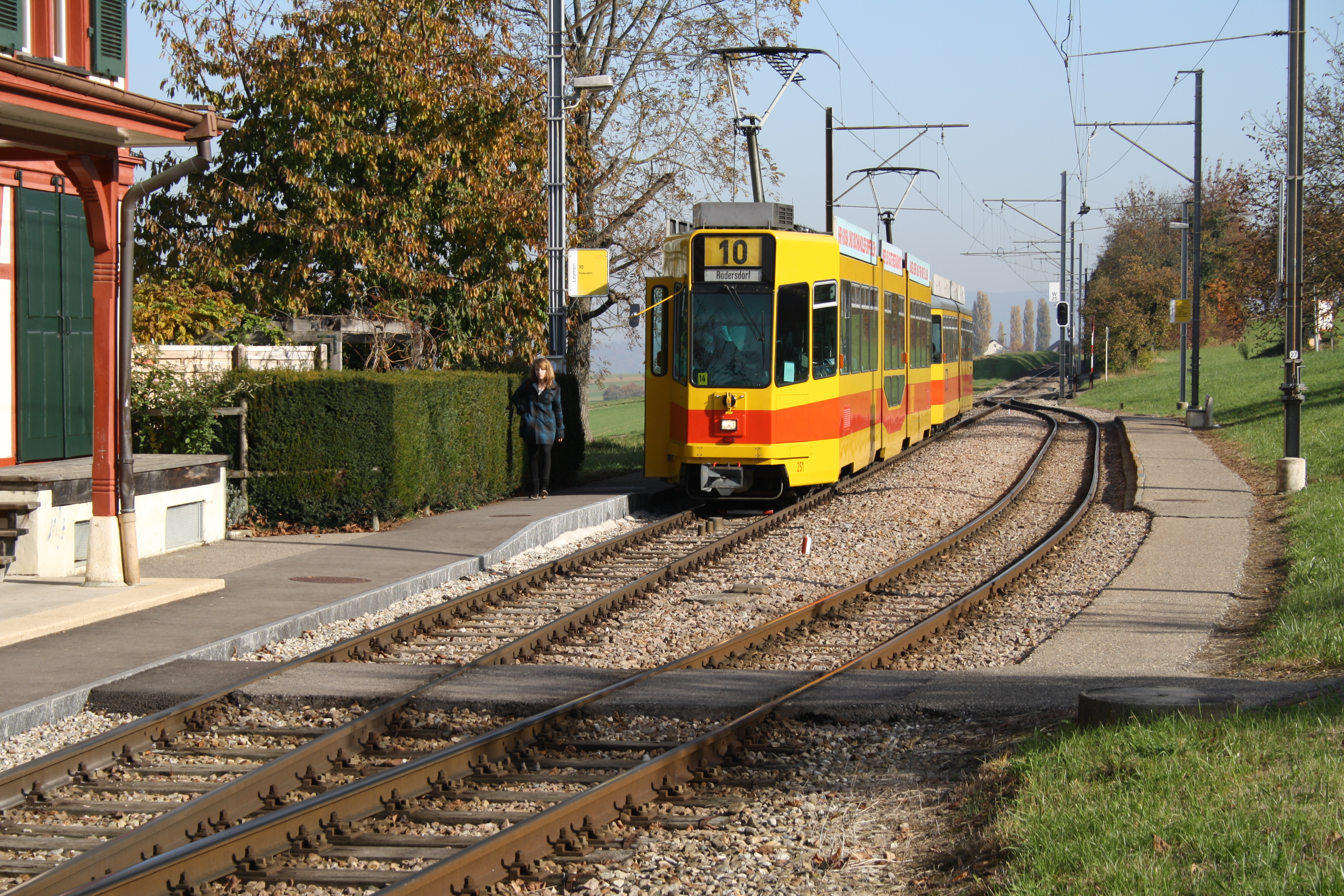
Eine Trambahn der Baselland Transport AG im elsässischen Leymen

Durch die 1910 fertiggestellte Verlängerung der Birsigtalbahn bis Rodersdorf wurde die Strecke international, da sie auf knapp drei Kilometern über französisches Staatsgebiet verläuft und mit dem Bahnhof Leymen auch eine Station im Elsass bedient. Heute wird die meterspurige Strecke von der Baselland Transport AG (BLT) als Tram betrieben.